# The Way We Was
"The Way We Was" är avsnitt 12 från säsong två av Simpsons och sändes på Fox den 31 januari 1991. I avsnittet berättar Marge för barnen hur hon mötte Homer första gången och de blev kära i varandra. Året var 1974 och det är sista året i High School. Homer fick Marge att bli hans kavaljer inför balen efter att han fått en helkväll med Marge efter att han lurat henne att han behöver hjälp med franskan. Då Marge får reda på att han lurade henne går hon ut med Artie Ziff istället. Avsnittet skrevs av Al Jean, Mike Reiss och Sam Simon och regisserades av David Silverman. Detta var det första flashbackavsnittet av Simpsons.

## Handling
När familjen Simpsons TV går sönder, vill Lisa att Marge berättar hur Homer friade men hon bestämmer sig för att istället berätta för sina barn hur hon och Homer träffades första gången. Året var 1974 och både Homer och Marge går sitt sista år i high school. Till skillnad från Homer är Marge en ansvarsfull student, men efter att hon bränt upp en behå på skolgården skickas hon till kvarsittningen dit även Homer har skickats tillsammans med Barney efter att de rökt i skolans toaletter. När Homer ser Marge för första gången, när hon kommer in i kvarsittningsrummet, blev han omedelbart förälskad i henne. Han berättar om sin kärlek för sin far, Abraham, som ber honom att inte slösa sin tid på en vacker tjej, men Homer är fast besluten att vinna Marges hjärta. För att imponera på Marge går Homer med i skolans debattlag, där även Marge är medlem. Vid debatten upptäcker Homer att Marge är mer intresserad av den duktiga studenten Artie Ziff. Men då Homer får reda på att Marge lär ut franska på sin fritid låtsas han utbilda sig i franska för att få en kväll med Marge. Marge börjar hjälpa honom med franskan och efter en tid frågar han Marge om hon vill gå på balen med honom, vilket hon accepterar.
Homer bestämmer sig då för att berätta för henne att han egentligen inte studerar franska, vilket gör Marge rasande på honom. Dagen efter är Marge trött efter att undervisat Homer hela kvällen, och hon förlorar debattävlingen nästa dag mot Artie, som ber henne att bli hans kavaljer på skolbalen, vilket hon accepterar. Homer, som inte hört att Marge ändrat sina planer, åker hem till hennes hus innan balen börjar för att plocka upp henne. Marge berättar för honom att hon inte vill veta av honom och Artie kommer efter en stund och plockar upp Marge. Homer är förtvivlad men bestämmer sig för att gå på balen själv. På balen väljs Artie och Marge till balens kung och drottning, och de två delar på första dansen. Medan Artie och Marge dansar, går Homer iväg och gråter i skolkorridoren. Marge upptäcker det och börjar prata med honom. Homer förklarar att han känner att de passar ihop men Marge säger att han tänkt fel denna gång. Efter balen försöker Artie sätta på Marge i baksätet på sin bil men hon gör motstånd och åker hem. På vägen hem ser hon Homer gå vid vägkanten. När Marge kommit hem inser hon vem hon skulle gått ut med. Marge åker iväg till platsen där hon såg Homer senast och han har inte hunnit långt därifrån, så Marge möter honom och plockar upp honom. Marge ber Homer om förlåtelse och säger att det var honom hon skulle gått ut med. Homer säger att han nu inte kommer låta henne gå till någon annan och att han ska älska henne livet ut.

## Produktion
Avsnittet skrevs av Al Jean, Mike Reiss och Sam Simon, och regisserades av David Silverman. Jon Lovitz gästskådespelade som Artie. Arties utseende och kroppsspråk är baserad på Mark Eisenberg som gick i high school samtidigt som Silverman. När han började regissera avsnittet gick han igenom hans årsbok från high school för få fram bakgrundsrollfigurer, idéer och design. "The Way We Was" sändes på Fox den 31 januari 1991. Avsnittet finns på videoutgåvan The Best of The Simpsons, som släpptes 26 maj 1998. Det finns två leksaksfigurset som är baserade på avsnittet, ett från Winning Moves. och ett från Playmates Toys.